# Arturo Galcerán
Pour les articles homonymes, voir Galcerán.
Arturo Galcerán Nogués (né et mort à des dates inconnues) était un joueur de football cubain, dont le poste était au milieu de terrain.

## Biographie
On sait peu de choses sur sa carrière sauf peut-être que c'est dans le club cubain de la Juventud Asturiana qu'il évolue lorsqu'il est convoqué par l'entraîneur cubain José Tapia pour participer à la coupe du monde 1938 en France.